# 嵐電嵯峨站

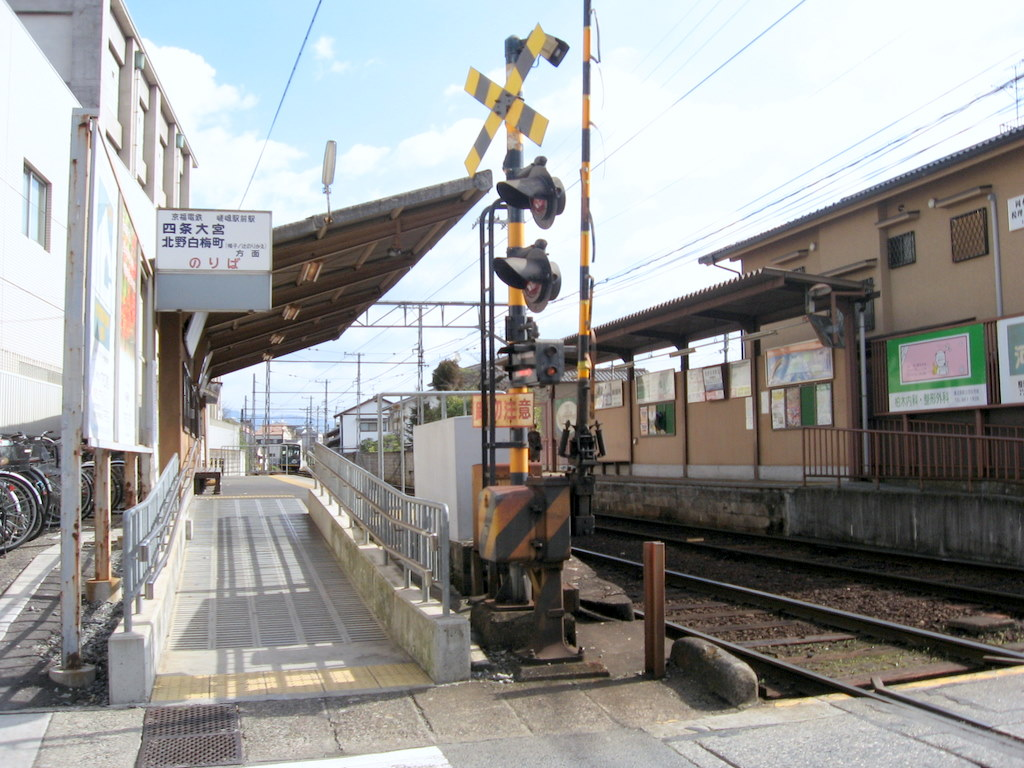
嵯峨站前站時代的上行月台(2007/02/15)

嵐電嵯峨站（日语：／ Randen-Saga eki */?）位於京都府京都市右京區嵯峨天龍寺今堀町，是京福電氣鐵道嵐山本線的鐵路車站。車站編號為A12。

## 歷史
- 1910年（明治43年）3月25日 - 嵐山電車軌道的嵯峨停車場前站（さがていしゃばまええき）開業[1][2]。
- 1918年（大正7年）4月2日 - 由於公司合併，改由京都電燈經營[2]。
- 1925年（大正14年）11月16日 - 改稱為嵯峨站前站（さがえきまええき）[1]。
- 1942年（昭和17年）3月2日 - 由於路線繼承，成為京福電氣鐵道的車站[2]。
- 2007年（平成19年）3月19日 - 改稱為嵐電嵯峨站[1][2]。

## 車站構造
相對式2面2線的地面車站。

## 車站周邊
- JR西日本山陰本線（嵯峨野線）嵯峨嵐山站 - 向北約300公尺，徒步約4分。
- 嵯峨野觀光鐵道嵯峨野觀光線小火車嵯峨站 - 同上。
- 長慶天皇嵯峨東陵（車站南側）
- 安倍晴明墓

## 相鄰車站
京福電氣鐵道
 嵐山本線
鹿王院（A11）－嵐電嵯峨（A12）－嵐山（A13）

## 外部連結
- 嵐電嵯峨站 （页面存档备份，存于） - 京福電氣鐵道